# Упячка
Упя́чка (сокращённо УПЧК) — интернет-мем, а также сайт, развившаяся на нём неформальная субкультура и её жаргон.

## История
Изначально упячка — это анимированная картинка человечка (упячкомен; см. справа) с текстом

ЖЫВТОНЕ ЧОЧО УПЯЧКА

УПЯЧКА УПЯЧКА!!!

ШЯЧЛО ПОПЯЧТСА ПОПЯЧТСА

я идиот! убейте меня, кто-нибудь!
Картинка упячки появилась в январе 2007 года на «Лепрозории», в то время — разделе сайта dirty.ru, её изначальный автор — пользователь под ником xbost, а наиболее активным распространителем был Андрей Загоруйко под ником unabOmber. Картинка изначально использовалась во время войны «Лепрозория» с Хабрахабром.
В апреле 2007 года был открыт сайт upyachka.ru (сейчас upyachka.io), на котором сформировалась особая субкультура упячки, с собственной мифологией и жаргоном. Заявленной целью субкультуры является борьба «военов» (искажённое «воин») с УГ — «унылым говном», то есть со всем скучным и слишком правильным.
Эта борьба принимает форму атак на сайты — или размещением там большого количества флуда — картинок с упячкой и бессмысленного текста (в случае сайтов с редактированием пользователями), или хакерской атаки на сайт и размещением на его заглавной странице картинки упячки. Среди атакованных интернет-ресурсов, помимо Хабрахабра, — сайты РИА Новостей, «Дома-2» и Национального банка Украины, а также различные группы в социальной сети «ВКонтакте».
Некоторые исследователи считают этот интернет-мем медиавирусом.
В ноябре 2024 года доступ к глагне Упячки, расположенному по адресу upyachka.io, был заблокирован Роскомнадзором с указанием причины "Досудебная блокировка" без дополнительных пояснений. По состоянию на февраль 2025 года, доступ к сайту из России возможен только с применением VPN.

## Мифология
У субкультуры упячки есть своя мифология, персонажи которой (идолы упячки) обычно называются словом, получающимся прибавлением «-е» к основе:
- Онотоле — Анатолий Вассерман, многократный чемпион «Своей игры»,
- Леониде — царь Леонид I из фильма «300 спартанцев»,
- Чаке — Чак Норрис, американский актёр и мастер боевых искусств,
- Крабе — Владимир Путин, российский президент,
- Шмеле — Дмитрий Медведев, бывший российский премьер-министр и президент,
- Сколопендре — Юлия Тимошенко, экс-премьер Украины

и другие.

## Жаргон
Жаргон упячки, или онотолица, используется преимущественно в коротких эмоциональных фразах — лозунгах и подписях к картинкам. Фразы пишутся с прописной буквы — для выражения сильных эмоций или проявления агрессии, — а также заканчиваются восклицательными знаками или единицами (получаются при попытке ввести восклицательный знак на клавиатуре со слишком рано отпущенной клавишей Shift), реже — цифрой 7 (аналогично для вопросительного знака) или словами «расрасрас» или «адинадин».
Примеры популярных лозунгов — «СВОБОДА! РАВЕНСТВО! УПЯЧКА!» (сокращенно С. Р. У.!!!, отсылка к девизу «Свобода, равенство, братство»), «УПЯЧКА СЛЕДИТ ЗА ТОБОЙ!!!» (отсылка к Большому Брату из романа «1984» Джорджа Оруэлла) и «ГОЛАКТЕКО ОПАСНОСТЕ» («галактика в опасности»).
Применяются различные искажения слов — «Онотоле» вместо «Анатолий» (Анатолий Вассерман), «отаке» вместо «атака», «жывтоне» вместо «животное». Кроме того, создаются искусственные слова, изначально не имеющие значения, но постепенно наполняющиеся им — вроде самого слова «упячка». Активно используются буквы ж, ч, ъ и другие, порождающие труднопроизносимую какофонию вроде «вздръжни» или «бжыбжа».
Чётких правил искажения слов нет, только стремление к максимальной странности, а также популярные приёмы:
- Унификация окончаний, преимущественно к «-е». При этом разные части речи перестают различаться — существительное «глагне» (главная страница сайта), наречие «сегогне» (сегодня) и глагол «одобряе» (одобрять) оканчиваются одинаково. Реже используются окончания «-э» («котэ» — «кот») и другие[10].
- При этом слова утрачивают грамматические формы — например, существительные перестают склоняться. Тем не менее, роль синтаксиса не возрастает и язык не становится более аналитическим[10].
- Напротив, в жаргоне упячки служебные слова часто опускаются — ср. «голактеко опаносте» с нормативным «галактика в опасности»[10].
- Применяются также неграмматические приёмы — перестановка букв, нарушение правил орфографии, см. «жывтоне» (животное) как пример[9]. см. Эрратив

Для субкультуры важна тема фекалий — так, с жаргоном упячки часто ассоциируется слово «пыщь-пыщь», осмысливаемое как дефекация и употребляемое вместе с «УГ» и «лучами поноса». По мнению Максима Кронгауза, изначально это было звукоподражание выстрелам из пистолета или их имитации.